# Fonogram
Et fonogram er et lagringsmedie for lydsignaler. Et fonogram gør det muligt at indspille, lagre og afspille lyd.

## Eksempler på fonogrammer
- Fonografcylinder
- Grammofonplade
- CD
- Spolebånd
- Kassettebånd

| Lyd og billede | Spire Denne artikel om billed- og lydteknologi er en spire som bør udbygges. Du er velkommen til at hjælpe Wikipedia ved at udvide den. |